# Arnaldo Farioli
Arnaldo Farioli (* 22. Juli 1945 in Bergamo) ist ein italienischer Endurosportler.

## Karriere
Arnaldo Farioli begann 1961 mit dem Motorsport. 1966 wurde er in der Klasse bis 125 cm³ Provinzmeister im Motocross. 1969 gewann er die italienische Meisterschaft im Endurosport in der Klasse bis 125 cm³. 1971 konnte er diesen Erfolg wiederholen. Er nahm ab 1965 achtmal an der Internationalen Sechstagefahrt teil und gewann dabei sechs Goldmedaillen.
In seiner aktiven Zeit fuhr er auf Modellen des österreichischen Herstellers KTM. Danach leitete er das italienische Werksteam von KTM. Seit Ende der 1970er Jahre ist er der Hauptimporteur für KTM-Motorräder in Italien.